# Bezenye
Bezenye (chorw. Bizonja, niem. Pallersdorf) – wieś i gmina w północno-zachodniej części Węgier, w pobliżu miasta Mosonmagyaróvár. Miejscowość leży na obszarze Małej Niziny Węgierskiej, w pobliżu granicy słowackiej i austriackiej. Administracyjnie należy do powiatu Mosonmagyaróvár, wchodzącego w skład komitatu Győr-Moson-Sopron.
Gmina Bezenye liczy 1393 mieszkańców (2009) i zajmuje obszar 30,03 km².